# Vigodarzere
Vigodarzere (velenceiül Vigodàrxare) település Olaszországban, Veneto régióban, Padova megyében. Lakosainak száma 13 143 fő (2023. január 1.). Vigodarzere Campodarsego, Padova, San Giorgio delle Pertiche, Cadoneghe, Curtarolo és Limena községekkel határos.

## Népesség
A település lakossága az elmúlt években az alábbi módon változott:
| Lakosok száma | 13 056 | 13 017 | 13 143 |
|               | 2017   | 2018   | 2023   |